# Klaus Wölfer
Klaus Wölfer (* 5. April 1956) ist ein österreichischer Diplomat.

## Leben
Nach seiner Matura 1974 und seinem Studium der Rechtswissenschaft an der Universität Wien mit Promotion zum Dr.iur 1979 besuchte Klaus Wölfer bis 1981 die Diplomatische Akademie Wien. Seitdem arbeitet er für das Außenministerium, unter anderem 1983 als Botschaftssekretär an der österreichischen Botschaft in Rom, dann ab 1986 in derselben Verwendung in Belgrad (Jugoslawien), sowie jeweils über kürzere Abschnitte 1990 bis 1991 in den österreichischen Vertretungen in Budapest (Ungarn) bzw. in Zagreb (Kroatien).  Bis 1995 betreute er als Referatsleiter den Krisenbereich „Ex-Jugoslawien“. 1996 bis 2002 leitete Klaus Wölfer das österreichische Kulturinstitut in Rom und 2002 bis 2006 Leiter die Sektion für Kunstangelegenheiten im Bundeskanzleramt. In dieser Funktion oblag ihm u. a. die inhaltliche Konzeption und Gesamtorganisation der Konferenz „The Sound of Europe“ (Salzburg, Jänner 2006) als Auftakt für die österreichische EU-Ratspräsidentschaft.
Von 2007 bis 2011 war Wölfer als Nachfolger von Bernhard Zimburg außerordentlicher und bevollmächtigter Botschafter in Jakarta (Indonesien) und mitakkreditiert für Singapur und Osttimor sowie gegenüber der ASEAN. In Jakarta war er für das Außenministerium Bauherr des Neubaus der österreichischen Botschaft, der modellhaften ersten österreichischen ökologischen „Green Embassy“.
Von 2012 bis 2017 war Klaus Wölfer der österreichische Botschafter in Ankara für die Türkei. Seit September 2017 ist er der Leiter der Abteilung für Südosteuropa und EU-Erweiterung im Bundesministerium für Europa, Integration und Äußeres, und seit März 2019 überdies Stellvertreter des Politischen Direktors (Sektionsleiters für Bilaterale Angelegenheiten), Alexander Marschik.
Wölfer ist verheiratet und hat zwei Kinder.